# Ad26.COV2.S
Ad26.COV2.S (JNJ-78436735) — вакцина проти COVID-19, розроблена компанією Johnson & Johnson спільно з Janssen-Cilag International N. V., що вводиться внутрішньом'язово. Векторна вакцина, яка використовує нереплікуючий генетично модифікований аденовірус ad26. Результати клінічних випробувань фаз 1/2а опубліковані у вересні 2020.
1 грудня 2020 комітет EMA з ліків для людини (CHMP) почав безперервний огляд досліджень вакцини Ad26.COV2.S на людях. Рішення CHMP про початок безперервного огляду засноване на попередніх результатах лабораторних досліджень та ранніх клінічних досліджень на дорослих. Ці дослідження показують, що вакцина викликає вироблення антитіл і імунних клітин, націлених на коронавірус SARS-CoV-2. EMA оцінить відповідність вакцини звичайним стандартам ефективності, безпеки та якості. Хоча EMA не може передбачити загальні терміни, для оцінки можливості застосування вакцини повинно піти менше часу ніж зазвичай через роботу, виконану під час безперервного огляду.
2 липня 2021 року вакцину Janssen було зареєстровано в МОЗ України. Нею почали вакцинувати, але станом на вересень 2021 року вона все ще не є у широкому доступі.

## Умови зберігання
Вакцина зберігається за температур від +2 до +8 С.

## Призупинення вакцинації та побічні ефекти
На початку квітня 2021 року в США, ПАР та ЄС призупиняли щеплення цією вакциною у зв'язку з появою тромбозів у частини вакцинованих. Але пізніше вакцинування продовжили, зважаючи на переважання користі вакцинування над досить рідкісними випадками тромбозу.
У деяких вакцинованих спостерігається Синдром Гієна — Барре, таких було 100 випадків у США станом на липень 2021 року.

## В Україні
2 липня 2021 року вакцину Janssen було зареєстровано в МОЗ України. Станом на 11 липня 2021 року одна приватна компанія завезла цю вакцину в Україну і вакцинувала нею своїх співробітників. Всього було завезено 500 доз, співробітники компанії працюють на Алясці у сфері рибальства і тому вакцина від американських виробників є обов'язковою умовою для праці в США. Вакцину завезли ще в травні, перед цим 14 травня отримали дозвіл на ввезення від МОЗ України.
Вакцина доступна для українців із Західної України, нею вакцинують угорців України. Також нею можна вакцинуватися українським заробітчанам в Польщі.
Станом на 12 серпня 2021 року вакцину отримали 7497 українів, більшість — в Угорщині. Угорщина з липня 2021 року дозволила вакцинувати громадян інших, сусідніх до Угорщини, країн з тим, щоб посилити свій захист від епідемії. Щеплення проводять на території Угорщини наявними вакцинами, в тому числі і від Johnson & Johnson. Після щеплення кожен вакцинований отримає сертифікат від Медичного центру Збройних сил Угорщини трьома мовами — угорською, англійською та українською.
Станом на 7 вересня 2021 року в Угорщині вакцинувалося близько 20000 українців, переважно вакциною Johnson.